# Bokwa
Bokwa è una circoscrizione rurale (rural ward) della Tanzania situata nel distretto di Kilindi, regione di Tanga. Conta una popolazione di 19 382 abitanti (censimento 2022).